# جمعية كشافة صربيا
جمعية كشافة صربيا هي المنظمة الكشفية الوطنية الابتدائية في صربيا. تم عقد استفتاء على استقلال دولة الجبل الأسود في 21 مايو 2006، وتم التصويت على مغادرة الوحدة مع صربيا بفارق ضئيل. أصبحت الجبل الأسود دولة ذات سيادة معترف بها 193 في العالم، والذي أدى ذلك إلى انقسام جمعية الكشافة صربيا والجبل الأسود (جمعية كشافة صربيا و جمعية كشافة الجبل الأسود)، كما حدث مع تشيكوسلوفاكيا في عام 1993، وهذا يعني أن العضوية في المنظمة العالمية للحركة الكشفية تم نقلها لجمعية كشافة صربيا.

## روابط خارجية
- الموقع الرسمي لجمعية كشافة صربيا
- جمعية كشافة صربيا